# 江心寺
28°1′37.3″N 120°38′48.9″E / 28.027028°N 120.646917°E
江心寺一名中川寺，为位于中国浙江省温州市市区北部、瓯江小岛江心屿上的一座佛寺，南宋时列为天下禅宗五山十刹第六刹，现为汉族地区佛教全国重点寺院之一。
江心屿位于原温州府城北门永清门外江中，原有东西两峰并峙，唐宋时于峰顶建东、西二塔，并分别建塔院，北宋元丰间赐名东塔院为普寂禅院，西塔院为净信讲寺。南宋建炎四年（1130）宋高宗为避乱驻跸于此，后赐普寂院为龙翔寺，净信院为兴庆寺。
绍兴七年（1137）西蜀僧人清了为龙翔寺住持，将两寺合为一寺，并填平二寺之间的中川兴建殿宇。明正德十二年（1517）至万历七年（1579）扩建。清乾隆五十四年（1789）毁于台风后重建。
江心寺寺前建有七塔，主体建筑分前后三殿，分别为山门（天王殿）、圆通殿和三圣殿，两侧设钟鼓楼、回廊和厢房，现任方丈为智明法师。

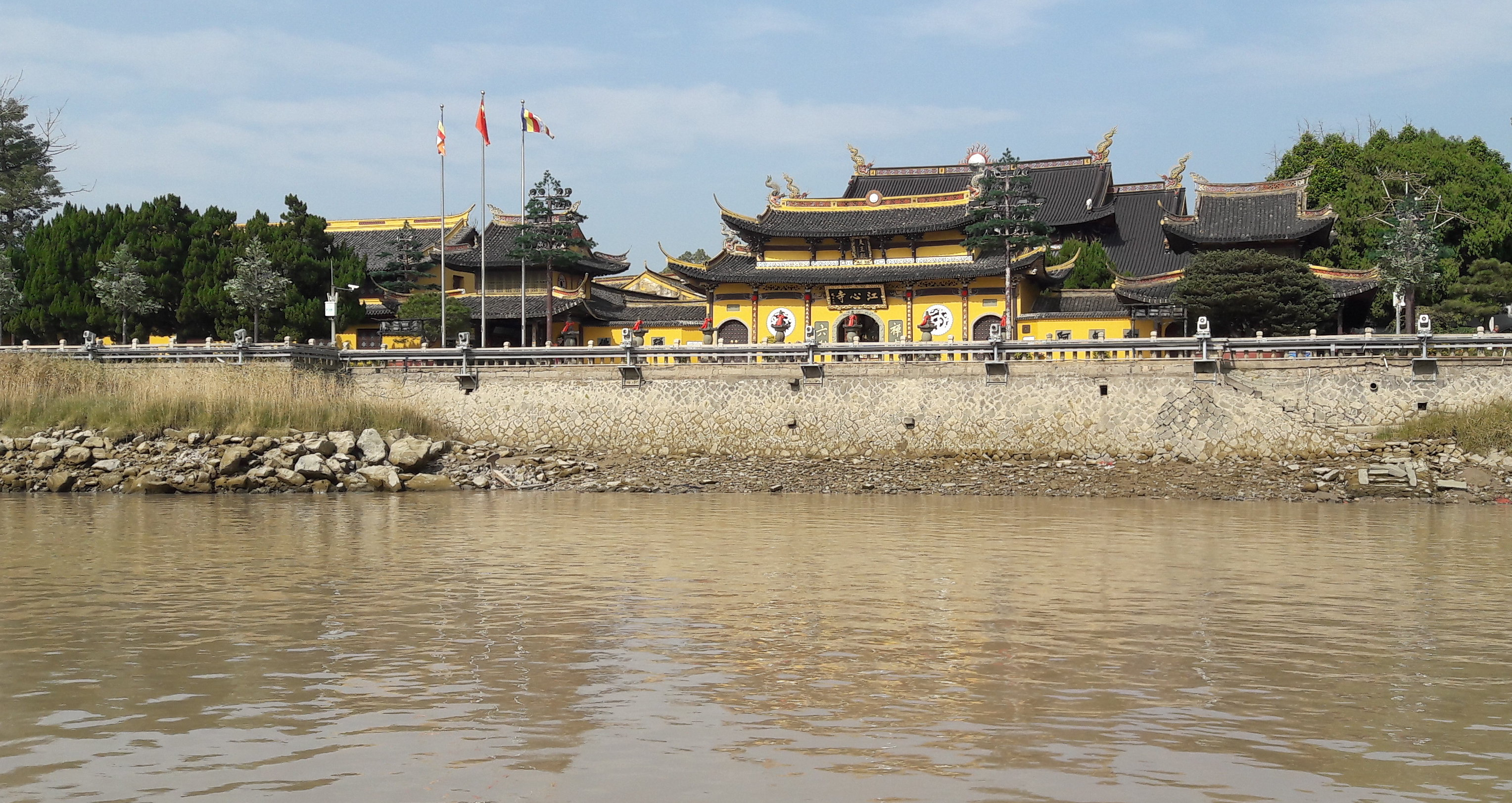
江心寺远景